# Rosa 'Duquesa de Peñaranda'
'Duquesa de Peñaranda' (el nombre de la obtención registrada 'Duquesa de Peñaranda'), es un cultivar de rosa que fue conseguido en España en 1931 por el rosalista catalán P. Dot.

## Descripción
'Duquesa de Peñaranda' es una rosa moderna de jardín cultivar del grupo Híbrido de té Pernetiana (en honor de Pernet-Ducher).
El cultivar procede del cruce de 'Souvenir de Claudius Pernet' x 'Rosella'.
Las formas arbustivas del cultivar tienen porte erguido y alcanza los 100 cm de alto. Las hojas son de color verde oscuro y muy densas.
Sus delicadas flores de color anaranjado, que con el tiempo pasa a naranja salmón. Fragancia moderada. Muy grandes, dobles (17 a 25 pétalos), sobre todo en solitario, en pequeños grupos, la forma de flor en forma de copa plana. Primavera o verano son las épocas de máxima floración, si se le hacen podas más tarde tiene después floraciones.

## Origen
El cultivar fue desarrollado en España por el prolífico rosalista catalán P. Dot en 1931. 'Duquesa de Peñaranda' es una rosa híbrida diploide con ascendentes parentales de 'Souvenir de Claudius Pernet' x 'Rosella'.
La obtención fue registrada bajo el nombre cultivar de 'Duquesa de Peñaranda' por P. Dot en 1931 y se le dio el nombre comercial de 'Duquesa de Peñaranda'.

## Cultivo
Aunque las plantas están generalmente libres de enfermedades, es posible que sufran de punto negro en climas más húmedos o en situaciones donde la circulación de aire es limitada.
Se desarrollan mejor a pleno sol. En América del Norte son capaces de ser cultivadas en USDA Hardiness Zones 6b a más cálido. La resistencia a enfermedades y la popularidad de la variedad han visto generalizado su uso en cultivos en todo el mundo.
Puede ser utilizado para las flores cortadas o jardín. Vigorosa. En la poda de Primavera es conveniente retirar las cañas viejas y madera muerta o enferma y recortar cañas que se cruzan. En climas más cálidos, recortar las cañas que quedan en alrededor de un tercio. Requiere protección contra la congelación de las heladas invernales.

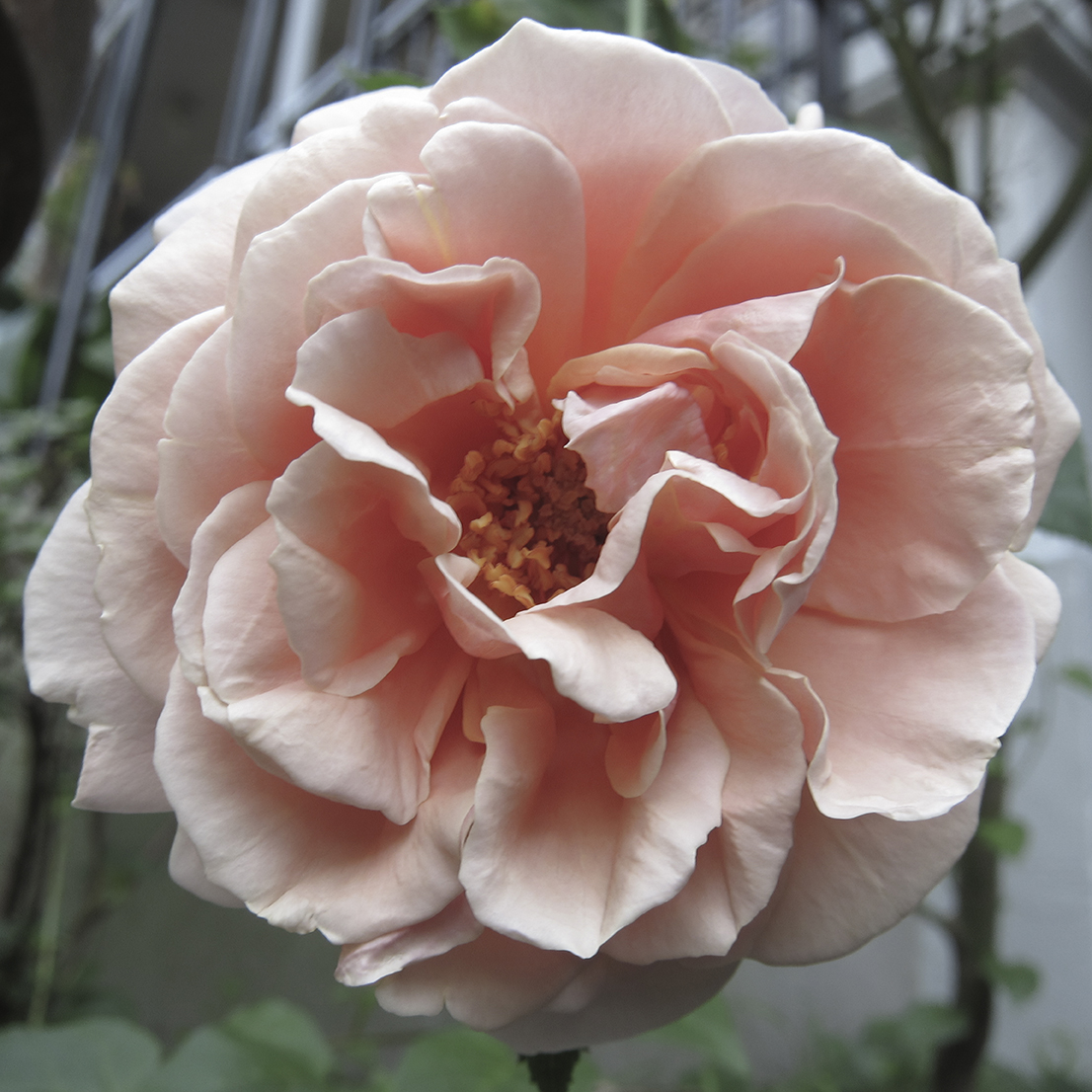
Rosa 'Duquesa de Peñaranda' (P. Dot, 1931).